# هاشم بن عبد العزيز
أبو خالد هاشم بن عبد العزيز (المتوفي عام 273هـ/886) قائد عسكري ووزير في الدولة الأموية في الأندلس.
كان جده الأعلى عمرو مولى للخليفة عثمان بن عفان، وأخوه أسلم كان قاضيًا للجماعة في قرطبة.
تولى الوزارة في زمن الأمير عبد الرحمن الأوسط، وأقره عليها ابنه الأمير محمد بن عبد الرحمن، بل وقربه عنده وكان يأخذ بمشورته، وولاه كورة جيان لفترة. وقد استخدمه الأمير محمد في حملاته العسكرية، فأخرجه عام 260هـ/873، مع ابنه المنذر إلى سرقسطة لقتال بني قسي، فأخضعا تمردها. وفي عام 262هـ/875، قاد حملة إلى غرب الأندلس، مع المنذر بن محمد، لإخضاع عبد الرحمن بن مروان الجليقي، فحاصراه في حصن كركي. فأرسل ابن مروان إلى ألفونسو الثالث ملك أستورياس يستنجد به، فأمده بقوة، تصدى لها ابن عبد العزيز، في معركة هُزم فيها هاشم وأُسر، ولم يفك أسره إلا بعد عامين. وفي عام 265هـ/878، ثار يحيى الجزيري في كورة رية والجزيرة الخضراء وتاكرنا، فأخرج له الأمير حملة بقيادة هاشم بن عبد العزيز، هزمته وأسرته وجلبته إلى قرطبة. وفي عام 270هـ/883، أرسله الأمير محمد لقتال عمر بن حفصون الثائر في جبل ببشتر، فحاصره حتى طلب الأمان، فأمنه الأمير محمد على أن يسكن قرطبة. كما أرسله الأمير مع ابنه عبد الله في نفس العام بحملة أخرى لقتال عبد الرحمن بن مروان الجليقي.
بعد وفاة الأمير محمد، ثبته ابنه الأمير المنذر في الحجابة التي كان الأمير محمد نصّبه إيّاها، رغم أنه كان بينهما ضغائن منذ أن كانا يخرجان معًا في الحملات التي تولا قيادتها مشتركين، إلى أن أمر الأمير المنذر بقتله في 26 شوال عام 273هـ/886.